# De Funiak Springs
De Funiak Springs is een plaats (city) in de Amerikaanse staat Florida, en valt bestuurlijk gezien onder Walton County.

## Demografie
Bij de volkstelling in 2000 werd het aantal inwoners vastgesteld op 5089.
In 2006 is het aantal inwoners door het United States Census Bureau geschat op 4989, een daling van 100 (-2.0%).

## Geografie
Volgens het United States Census Bureau beslaat de plaats een oppervlakte van
29,1 km², waarvan 28,4 km² land en 0,7 km² water.

## Plaatsen in de nabije omgeving
De onderstaande figuur toont nabijgelegen plaatsen in een straal van 40 km rond De Funiak Springs.